# 建兴 (西晋)
建兴（313年四月-317年三月）是西晋皇帝晉愍帝司馬鄴的年号，共计5年。这也是西晋的最后一个年号。
建兴四年晉愍帝投降前赵，西晋灭亡。
建兴五年三月，晋元帝司马睿在建康建立东晋，改年号为建武元年。（《中国历代帝王年号手册》只记到建兴四年。）
前凉从317年开始沿用建兴年号，从建兴五年（317年）沿用至建兴四十一年。
张玄靓时又继续沿用，从建兴四十三年（355年）到建兴四十九年（361年）。前凉年号只有前凉威王张祚是改元为和平，其他时期都是袭用晋朝年号。而在新疆的一些出土文物中也有署“建兴卅六年”的文物。虽然有载张寔年号作永安，张茂作永元，张骏作太元，张重华作永乐，张玄靓作太始，但是并无确切史料佐证。也有观点认为，永安等年号只在政权内部使用，对外则使用建兴年号。
在一世一元制之前，建兴亦是使用时间最久的年号。

## 纪年

### 西晋
| 建兴 | 元年     | 二年  | 三年          | 四年          | 五年  |
| ---- | -------- | ----- | ------------- | ------------- | ----- |
| 公元 | 313年    | 314年 | 315年         | 316年         | 317年 |
| 干支 | 癸酉     | 甲戌  | 乙亥          | 丙子          | 丁丑  |
| 成汉 | 玉衡三年 | 四年  | 五年          | 六年          | 七年  |
| 前赵 | 嘉平三年 | 四年  | 五年 建元元年 | 二年 麟嘉元年 | 二年  |

### 前凉

#### 前凉明王张寔
一作永安。建兴八年六月张茂即位继续袭用。
| 建兴 | 五年  | 六年  | 七年  | 八年  |
| ---- | ----- | ----- | ----- | ----- |
| 公元 | 317年 | 318年 | 319年 | 320年 |
| 干支 | 丁丑  | 戊寅  | 己卯  | 庚辰  |

#### 前凉成王张茂
一作永元。建兴十二年五月前凉文王张骏即位继续袭用。
| 建兴 | 八年  | 九年  | 十年  | 十一年 | 十二年 |
| ---- | ----- | ----- | ----- | ------ | ------ |
| 公元 | 320年 | 321年 | 322年 | 323年  | 324年  |
| 干支 | 庚辰  | 辛巳  | 壬午  | 癸未   | 甲申   |

#### 前凉文王张骏
一作太元。建兴三十四年五月前凉桓王张重华即位继续袭用。
| 建兴 | 十二年   | 十三年   | 十四年   | 十五年   | 十六年   | 十七年   | 十八年   | 十九年   | 二十年 | 二十一年 |
| ---- | -------- | -------- | -------- | -------- | -------- | -------- | -------- | -------- | ------ | -------- |
| 公元 | 324年    | 325年    | 326年    | 327年    | 328年    | 329年    | 330年    | 331年    | 332年  | 333年    |
| 干支 | 甲申     | 乙酉     | 丙戌     | 丁亥     | 戊子     | 己丑     | 庚寅     | 辛卯     | 壬辰   | 癸巳     |
| 建兴 | 二十二年 | 二十三年 | 二十四年 | 二十五年 | 二十六年 | 二十七年 | 二十八年 | 二十九年 | 三十年 | 三十一年 |
| 公元 | 334年    | 335年    | 336年    | 337年    | 338年    | 339年    | 340年    | 341年    | 342年  | 343年    |
| 干支 | 甲午     | 乙未     | 丙申     | 丁酉     | 戊戌     | 己亥     | 庚子     | 辛丑     | 壬寅   | 癸卯     |
| 建兴 | 三十二年 | 三十三年 | 三十四年 |          |          |          |          |          |        |          |
| 公元 | 344年    | 345年    | 346年    |          |          |          |          |          |        |          |
| 干支 | 甲辰     | 乙巳     | 丙午     |          |          |          |          |          |        |          |

#### 前凉桓王张重华
一作永乐。建兴四十一年前凉桓王张曜靈即位继续袭用。
| 建兴 | 三十四年 | 三十五年 | 三十六年 | 三十七年 | 三十八年 | 三十九年 | 四十年 | 四十一年 |
| ---- | -------- | -------- | -------- | -------- | -------- | -------- | ------ | -------- |
| 公元 | 346年    | 347年    | 348年    | 349年    | 350年    | 351年    | 352年  | 353年    |
| 干支 | 丙午     | 丁未     | 戊申     | 己酉     | 庚戌     | 辛亥     | 壬子   | 癸丑     |

#### 前凉哀公张曜靈
| 建兴 | 四十一年 |
| ---- | -------- |
| 公元 | 353年    |
| 干支 | 癸丑     |

#### 前凉冲王张玄靓
或作太始。建兴四十九年十二月改元升平五年（用晋穆帝年号）。也有说升平一作太始，而非建兴一作太始。
| 建兴 | 四十三年 | 四十四年 | 四十五年 | 四十六年 | 四十七年 | 四十八年 | 四十九年 |
| ---- | -------- | -------- | -------- | -------- | -------- | -------- | -------- |
| 公元 | 355年    | 356年    | 357年    | 358年    | 359年    | 360年    | 361年    |
| 干支 | 乙卯     | 丙辰     | 丁巳     | 戊午     | 己未     | 庚申     | 辛酉     |

## 同一时期存在的其他政权的年号

### 晉愍帝时期
- 玉衡（311年-334年）：成汉政权李雄的年号
- 嘉平（311年六月-315年二月）：前赵政权刘聪的年号
- 建元（315年三月-316年十月）：前赵政权刘聪的年号
- 麟嘉（316年十一月-318年六月）：前赵政权刘聪的年号

### 前凉时期
- 张寔时期
  - 玉衡（311年-334年）：成汉政权李雄的年号
  - 麟嘉（316年十一月-318年六月）：前赵政权刘聪的年号
  - 建武（317年三月-318年三月）：东晋元帝司馬睿的年号
  - 大兴（318年三月-321年）：东晋元帝司馬睿的年号
  - 建康（319年四月-320年五月）：东晋南阳王司马保
  - 汉昌（318年七月-九月）：前赵政权刘粲的年号
  - 光初（318年十月-329年八月）：前赵政权刘曜的年号

- 张茂时期
  - 玉衡（311年-334年）：成汉政权李雄的年号
  - 大兴（318年三月-321年）：东晋元帝司馬睿的年号
  - 永昌（322年-323年二月）：东晋元帝司馬睿的年号
  - 太宁（323年三月-326年正月）：东晋明帝的年号
  - 光初（318年十月-329年八月）：前赵政权刘曜的年号
  - 平赵：（320年六月）前赵农民起义首领句渠知自立年号

- 张骏时期
  - 玉衡（311年-334年）：成汉政权李雄的年号
  - 太宁（323年三月-326年正月）：东晋明帝的年号
  - 咸和（326年二月-334年）：东晋成帝的年号
  - 咸康（335年-342年）：东晋成帝的年号
  - 建元（343年-344年）：东晋康帝的年号
  - 永和（345年-356年）：东晋穆帝的年号
  - 光初（318年十月-329年八月）：前赵政权刘曜的年号
  - 太和（328年二月-330年八月）：后赵政权石勒年号
  - 建平（330年九月-333年）：后赵政权石勒年号
  - 延熙（334年）：后赵政权石弘年号
  - 玉恒（335年-338年三月）：成汉政权李期年号
  - 汉兴（338年四月-343年）：成汉政权李寿年号
  - 建武（335年-348年）：后赵政权石虎年号
  - 龙兴（337年七月）：后赵时期农民起义领袖侯子光年号
  - 建国（338年十一月-376年）：代政权拓跋什翼犍年号
  - 太和（344年-346年九月）：成汉政权李势年号

- 张重华时期
  - 永和（345年-356年）：东晋穆帝的年号
  - 太和（344年-346年九月）：成汉政权李势年号
  - 嘉宁（346年十月-347年三月）：成汉政权李势年号
  - 建武（335年-348年）：后赵政权石虎年号
  - 太宁（349年）：后赵政权石虎年号
  - 青龙（350年正月-闰二月）：后赵政权石鉴年号
  - 永宁（350年三月-351年四月）：后赵政权石袛年号
  - 永兴（350年闰二月-352年四月）：冉魏政权冉闵年号
  - 元玺（352年十一月-357年正月）：前燕政权慕容儁年号
  - 皇始（351年-355年五月）：前秦政权苻健年号
  - 建昌（352年正月-五月）：张琚自立年号
  - 建国（338年十一月-376年）：代政权拓跋什翼犍年号

- 张曜靈时期
  - 永和（345年-356年）：东晋穆帝的年号
  - 元玺（352年十一月-357年正月）：前燕政权慕容儁年号
  - 皇始（351年-355年五月）：前秦政权苻健年号
  - 建国（338年十一月-376年）：代政权拓跋什翼犍年号

- 张玄靓时期
  - 永和（345年-356年）：东晋穆帝的年号
  - 升平（357年-361年）：东晋穆帝的年号
  - 元玺（352年十一月-357年正月）：前燕政权慕容儁年号
  - 光寿（357年二月-359年）：前燕政权慕容儁年号
  - 建熙（360年-370年十一月）：前燕政权慕容暐年号
  - 寿光（355年六月-357年五月）：前秦政权苻生年号
  - 永兴（357年六月-359年五月）：前秦政权苻坚年号
  - 甘露（359年六月-364年）：前秦政权苻坚年号
  - 建国（338年十一月-376年）：代政权拓跋什翼犍年号

## 参看
- 中国年号索引